# Heinrich van Thiel
Heinrich van Thiel (* 8. März 1896 in Rastatt; † 20. Juli 1983) war ein deutscher Bauingenieur und Gewerkschafter.

## Beruflicher Werdegang
Heinrich van Thiel studierte Bauingenieurwesen an der TH Karlsruhe. Dort wurde er Mitglied der Burschenschaft Germania (heute Teutonia). Nach Beendigung des Studiums 1922 arbeitete er für 5 Jahre bei der Badischen Landes-Elektrizitäts-Versorgungs AG. Danach trat er zur Ammoniakwerk Merseburg GmbH über und leitet bis 1951 das Baustofflaboratorium. Danach trat er in die Dienste der Gewerkschaft Keramchemie, Siershahn, und übernahm 1953 die technische Leitung.

## Drittes Reich
Im Jahr 1936 wurde van Thiel in das Reichsamt für Wirtschaftsausbau berufen. Er leitete bis 1943 unter Carl Krauch das Dezernat Forschung und Entwicklung auf dem Gebiet Steine und Erden.

## Mitgliedschaften und Veröffentlichungen
Er war Mitglied der Baustoffkommission der IG Farbenindustrie und verschiedener Ausschüsse des Deutschen Normenausschusses. Aus seiner Arbeit stammen 15 Patente und verschiedene Veröffentlichungen im Umfeld des allgemeinen Baustoffgebietes und der Spezialgebiete Säurebau und Ofenbau.